# تشو جون-هو
تشو جون-هو (هانغل: 조준호) هو لاعب كرة قدم كوري جنوبي في مركز حراسة المرمى، ولد في 28 أبريل 1973 في كوريا الجنوبية. شارك مع منتخب كوريا الجنوبية لكرة القدم. أما مع النوادي، فقد لعب مع بوهانغ ستيلرز وجيجو يونايتد.

## وصلات خارجية
- تشو جون-هو على موقع دوري كوريا الجنوبية (الإنجليزية)
- تشو جون-هو على موقع قاعدة بيانات كرة القدم.إي يو (الإنجليزية)